# The Marketer
The Marketer este o revistă lunară din România, lansată în aprilie 2006.
Este axată pe strategie și viziune, dezvăluind amănunte din interior furnizate de cei care s-au făcut remarcați în industria comunicării.
În martie 2007, tirajul revistei era de 4.000 de exemplare pe ediție.
Revista se distribuie prin poștă și curier, pe o listă foarte precisă ce conține liderii comunității de business.
Revista este deținută de grupul de publicații The Marketer, care mai deține revista Business Woman și anuarele „33 Romanian Business Men Executives Hall of Fame” și „33 Romanian Business Women Hall of Fame”